# El vals
«El vals» es la duodécima canción de La cultura de la basura del grupo chileno Los Prisioneros.

## Canción
Fue una de las primeras canciones que el guitarrista Claudio Narea compuso y grabó como vocalista principal para el grupo —la primera fue «Lo estamos pasando muy bien»—, pese a que ni Narea ni el ingeniero de sonido Alejandro «Caco» Lyon quedaron conformes con el resultado final. La melancólica melodía está inspirada en el sonido de The Stranglers.
Los Prisioneros nunca interpretaron El vals en vivo,[cita requerida] pero Claudio Narea la ha cantado en algunas veces en conciertos solistas y en Narea y Tapia.[cita requerida]